# Kunathip Yea-On
Kunathip Yea-On (Kú-naa-típ Yîa Ôn, (คุณาธิป เยี่ยอ้น)), (* 18. srpna 1995) je thajský zápasník–judista. Poprvé na sebe upoutal pozornost v roce 2015 vítězstvím na Jihovýchodoasijských hrách v Singapuru, které jsou v Thajsku vysoce prestižní. V roce 2016 dosáhl na asijskou kontinentální kvótu pro účast na olympijských hrách v Riu, kde vypadl v prvním kole.